# Clethraceae
Clethraceae é uma família de plantas com flores (angiospermas) pertencente ao grande grupo das eudicotiledôneas e à ordem Ericales, sendo composta por apenas dois gêneros: Clethra e Purdiaea. Apresentam ampla distribuição mundial, mas no Brasil se encontram apenas duas espécies, as quais pertencem ao gênero Clethra.
As plantas dessa família são caracterizadas por flores de tons claros, predominantemente creme e brancas, com algumas variedades rosadas. Destacam-se pelo seu potencial ornamental, medicinal e ecológico, especialmente na recuperação de áreas degradadas.
planta conhecida como carne-de-vaca, pertencente à família Clethraceae e ao gênero Clethra, é considerada uma espécie invasora de campos. Ela ocorre em vegetações secundárias e em terrenos úmidos, como capões, faxinais e topos de morros. Adapta-se a diferentes tipos de solo, o que permite sua presença em diversos biomas, incluindo a Mata Atlântica e o Cerrado no Brasil. Esta espécie tolera baixas temperaturas e é heliófila. Clethra scabra Pers. é polinizada principalmente por abelhas sem ferrão e por diversos insetos pequenos.

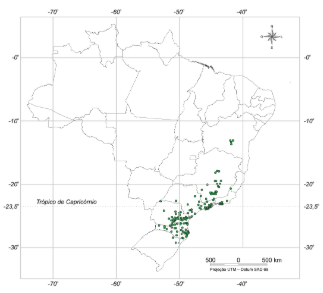
mapa de ocorrência natural de carne-de-vaca no Brasil. Embrapa,2023.

A espécie Clethra barbinervis Sieb. et Zucc encontrada nas florestas secundárias do Japão, é representada por árvores decíduas. Suas folhas ainda jovens são utilizadas como alimento pela população local e a casca que compõe o tronco alimenta veados da espécie Cervo-sika (Cervus nippon). Esta ingestão é de grande benefício para os humanos, uma vez que as folhas jovens desta espécie acumulam altas quantidades de cobre, que contribui para a manutenção dos tecidos conjuntivo e metabolismo.

## Diversidade Taxonômica
A família Clethraceae é composta por dois gêneros: Clethra e Purdiaea, sendo que no Brasil, são apenas encontradas duas espécies e pertencem ao primeiro gênero mencionado.
O gênero Clethra é o maior em número de espécies dentro da família e também na área de distribuição. Composta por 30 espécies distribuídas principalmente em áreas com clima temperado, como no nordeste e sudeste dos Estados Unidos, além de partes do Canadá e México. Também está presente em regiões de clima tropical e subtropical, como na Ásia, incluindo a China, Japão e Coreia, além de áreas da Indochina e da Malásia.
Na América do Sul, o gênero é encontrado em áreas de clima tropical e subtropical, como no Brasil (principalmente no Nordeste, Sudeste e Centro-Oeste), Argentina, Paraguai e partes da Colômbia e Venezuela. Clethra também ocorre em ilhas do Caribe e Pacífico, como Cuba e Jamaica, em locais com climas tropicais.

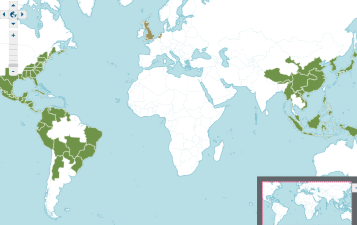
Distribuição global do gênero Clethra

Algumas características morfológicas gerais do gênero incluem que são arbustos ou árvores com tricomas simples, fasciculados ou estrelados, sendo estes não glandulares. As folhas podem ser cartáceas ou coriáceas. Possuem Inflorescências que podem ser terminais ou axilares, localizadas sub-apicalmente, com ou sem brácteas. As flores apresentam um cálice profundamente partido, que persiste no fruto. A corola é alterni sépala, geralmente campanulada, e pode ser de coloração branca, creme, rosada ou amarelada. Os estames são bisseriados e fruto do tipo cápsula.
O gênero Purdiaea é o menor dentro da família, possui aproximadamente 13 espécies aceitas e destacam-se Purdiaea cubensis e Purdiaea nutans devido à sua maior área de distribuição em comparação com as outras espécies do gênero. O habitat dessas plantas é predominantemente tropical, abrangendo a América Central, incluindo Belize, Guatemala, Honduras, Panamá e especialmente predominantes em Cuba, e em partes da América do Sul, principalmente nas regiões ocidentais, como Colômbia, Equador, Peru e Venezuela.

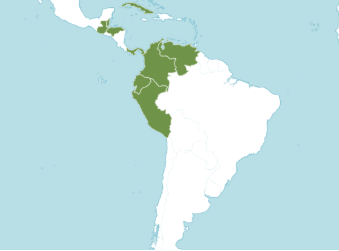
Distribuição geográfica do gênero Purdiaea

## Morfologia
São plantas descritas como arbustos ou árvores monoicas (apresenta flores masculinas e femininas no mesmo indivíduo). Apresentam folhas simples, dispostas alternadamente, geralmente agrupadas nas extremidades dos ramos; estípulas ausentes, podem apresentar margem inteira (lisa, sem cortes) ou margem de aparência serreada a denteada. Apresentam inflorescência em forma de racemo ou panícula (também chamado de racemo ramificado).
As flores da família Clethraceae são caracterizadas por serem bissexuadas, actinomorfas; com cálice e corola penta ou hexâmeros, pétalas livres (dialipétala) ou unidas na região da base (gamopétalas), com prefloração imbricada ou convoluta; apresentam entre 10-12 estames livres entre si, que podem ser epipétalos (aderidos às pétalas) ou não.
A antera pode ter deiscência (forma de abertura) poricida ou rimosa; disco nectario ausente, apresentam ovário súpero, podendo ser tri ou penta-locular e multi ovulados, gineceu sincárpico (composto por carpelos fundidos, formando os lóculos). Seus frutos podem ser do tipo deiscente de cápsula loculicida, em que o fruto quando maduro se abre naturalmente ao longo da nervura mediana ou seco indeiscente, em que não ocorre a abertura ao alcançar maturação.

## Relações Filogenéticas

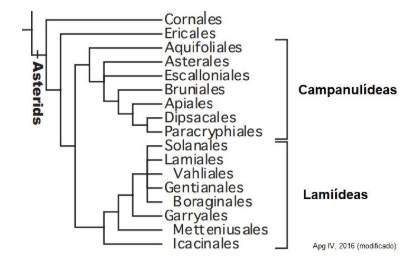
Principais linhagens e Ordens das Asterídeas: Campanulídeas e Lamiídeas. Fonte: APG IV 2016, modificado.

A família Clethraceae faz parte da divisão das Angiospermas e da classe Eudicotyledoneae. Pertence à super ordem Corniflorae, que reúne 6 ordens, sendo uma delas a ordem Ericales, que compreende um total de 25 famílias, incluindo a Clethraceae. A ordem Ericales pertence à linhagem Pentapetalae das Eudicotiledôneas, dentro dele, se encontra no clado das Asterídeas , grupo conhecido por possuir pétalas fundidas (gamopétalas), óvulos com um único tegumento, nervação reticulada, grão de pólen tricolpado e estípulas ausentes. Além disso, a ordem Ericales é também grupo irmão de Lamiídeas e Campanulídeas.
Dentro de Ericales, a família Ericaceae é a que se destaca por sua diversidade, é composta por cerca de 4200 espécies.
Clethraceae é considerada uma família monofilética, segundo a análise da combinação de sequências de DNA dos genes de seus plastos e mitocôndrias. Ela pertence ao clado ericoides e é grupo irmão de Cyrillaceae e Ericaceae. Ela possui apenas dois gêneros: Purdiacea e Clethra, com cerca de 95 espécies.

## Espécies Brasileiras
No Brasil existem apenas duas espécies, sendo elas:
- Clethra scabra Pers. (sinônimo Clethra brasiliensis) conhecida popularmente como carne-de-vaca, vassourão, folha-de-bolo, guaperê e cajuja;

Podem ser arbustivas ou arbóreas, é uma espécie decídua, podendo perder suas folhas durante estações secas que são renovadas em estações chuvosas. Esta espécie é restrita a relevos altos e montanhosos presentes nas regiões Sul-Sudeste do Brasil, podendo ser encontrada na Serra da Mantiqueira em Minas Gerais e até mesmo nos estados do Rio Grande do Sul e Santa Catarina. Em questão de sua anatomia foliar, são plantas hipoestomáticas, possuem parênquima paliçádico composto por duas camadas de parênquima esponjas composto por 4 a 5 camadas celulares. Suas folhas possuem a margem do limbo serreada e filotaxia alterna, além de apresentar inflorescências. Seu período de floresento se inicia no mês de Janeiro e sua frutificação no mês de Março.
- Clethra uleana Sleumer. Conhecida popularmente como caujuja-de-ule, guaperê, carne-de-vaca.

São plantas bissexuadas, encontradas em forma de árvore de pequeno porte ou arbustiva, com a altura do caule variando entre 2 a 5 metros. Possuem uma filotaxia alterna, no Brasil, é encontrada na região Sul, desde o Paraná até o Rio Grande do Sul, em habitats como a floresta nebular. Ela é uma espécie nativa do Rio Grande do Sul e de Santa Catarina. Possui folhas com a margem do limbo dentada e inflorescências. Esta espécie tem seu período de florescimento em dezembro e possui tempo de geração de 5 a 15 anos. 

## Chaves de Identificação
Folhas elípticas a oblanceoladas; face abaxial tomentosa a hispídula, mas nunca glabrescente: Clethra scabra
Folhas elípticas a ovaladas; face abaxial glabrescente: Clethra uleana.

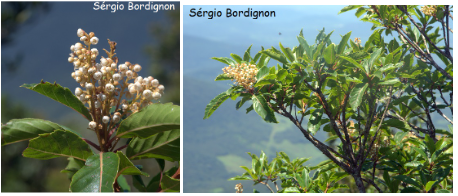
Árvore, ramos e flores da espécie Clethra uleana, Rio Grande do Sul. Por Sérgio Bordignon.

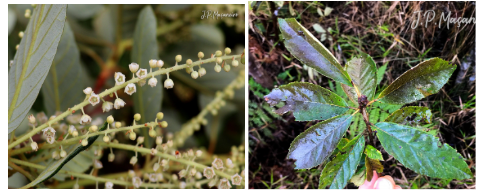
Flores e ramo com folhas da espécie Clethra scabra, Rio Grande do Sul. Por Joao Paulo de Macaneiro

## Ocorrência no Brasil

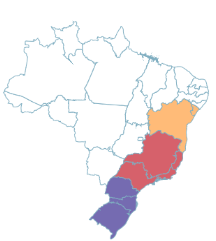
Mapa representante dos estados de ocorrência de indivíduos da família no Brasil

Se encontram distribuídos ao longo do Nordeste, na Bahia e no Sergipe;
No Sudeste, incluindo Espírito Santo, Minas Gerais, Rio de Janeiro e São Paulo;
E região Sul, no Paraná, Rio Grande do Sul e Santa Catarina.
Se encontram nos domínios brasileiros da Caatinga, Cerrado e da Mata Atlântica
A espécie Clethra scabra Pers. é encontrada na Serra da Mantiqueira no estado de Minas Gerais.